# DNSBL Chile
DNSBL Chile es una lista negra DNS creada en 2011 para bloquear spam en Chile. Es consultada por cientos de servicios de correo electrónico a lo largo de Chile, desde proveedores mayores de Internet a servicios de hosting, universidades, municipalidades, entidades gubernamentales, PYME, etc. La lista negra DNS permite al público reportar spam y a administradores de servicios de correo-e remover una IP de la lista. DNSBL Chile recopila spam mediante informantes y trampas de spam (direcciones de correo-e en desuso cuyo único propósito es captar a spammers in fraganti). DNSBL Chile es un servicio gratuito abierto para el uso de cualquier administrador de un servidor de correo-e. Sin embargo, su uso está sujeto a ciertas condiciones que dan preferencia a servidores y usuarios chilenos. El DNSBL pone énfasis en la configuración de la IP, exigiendo que estas cumplan con las normas establecidas por el estándar RFC para SMTP, para ser eliminada de la lista, pues una IP que no cumple con las normas establecidas por RFC es considerada no apta para SMTP y potencialmente expuesta a vulnerabilidades y por ende permanece en la lista de modo preventivo. Una IP que cumple con las normas RFC puede ser rápidamente eliminada mediante una solicitud con un sistema automatizado que requiere acceso a la cuenta postmaster del dominio asociado a la IP. Esta cuenta es también un requerimiento de RFC y debe estar siempre accesible según sus normas.

## Categorías
DNSBL Chile cataloga las direcciones IP que envían spam en cinco categorías:
1. dirección de IP nacional en incumplimiento de las normas RFC o IP dinámica nacional (127.0.0.10)
2. dirección de IP extranjera en incumplimiento de las normas RFC o IP dinámica extranjera (127.0.0.11)
3. dirección de IP que practica "snowshoe spamming" (127.0.0.12)
4. dirección de IP nacional en incumplimiento de las normas RFC (127.0.0.13)
5. dirección de IP extranjera en incumplimiento de las normas RFC (127.0.0.14)

(El valor retornado por la consulta se muestra en paréntesis).